# ۱۴۶۹ (میلادی)
۱۴۶۹ (میلادی) هزار و چهارصد و شصت و نهمین سال تقویم میلادی است.

## رویدادها
- ۳ مه - نیکلا ماکیاولی، اندیشمند، سیاستمدار و نویسنده ایتالیایی

## درگذشتگان
‎